# Tianjin Open 2016
Tianjin Open 2016 — жіночий професійний тенісний турнір, що проходив на кортах з твердим покриттям. Це був 3-й за ліком турнір. Належав до Туру WTA 2016. Відбувся в Тяньдзіні (Китай). Тривав з 10 до 16 жовтня 2016 року.

## Очки і призові

### Нарахування очок
| Дисципліна       | П   | Ф   | ПФ  | ЧФ | 1/8 | 1/16 | Q   | Q2  | Q1  |
| Одиночний розряд | 280 | 180 | 110 | 60 | 30  | 1    | 18  | 12  | 1   |
| Парний розряд    | 280 | 180 | 110 | 60 | 1   | Н/Д  | Н/Д | Н/Д | Н/Д |

### Призові гроші
| Дисципліна       | П        | Ф       | ПФ      | ЧФ     | 1/8    | 1/161  | Q2     | Q1   |
| Одиночний розряд | $111,164 | $55,324 | $29,730 | $8,898 | $4,899 | $3,026 | $1,470 | $865 |
| Парний розряд *  | $17,724  | $9,222  | $4,951  | $2,623 | $1,383 | Н/Д    | Н/Д    | Н/Д  |

1 Кваліфаєри отримують і призові гроші 1/16 фіналу

* на пару

## Учасниці основної сітки в одиночному розряді

### Сіяні
| Країна      | Гравчиня           | Рейтинг1 | Сіяна |
| ----------- | ------------------ | -------- | ----- |
| Польща      | Агнешка Радванська | 3        | 1     |
| Росія       | Світлана Кузнецова | 7        | 2     |
| Росія       | Олена Весніна      | 20       | 3     |
| Угорщина    | Тімеа Бабош        | 26       | 4     |
| Пуерто-Рико | Моніка Пуїг        | 28       | 5     |
| Казахстан   | Юлія Путінцева     | 33       | 6     |
| КНР         | Ч Шуай             | 36       | 7     |
| Казахстан   | Ярослава Шведова   | 39       | 8     |

- 1 Рейтинг подано станом на 3 жовтня 2016

### Інші учасниці
Нижче наведено учасниць, які отримали вайлдкард на участь в основній сітці:
- Пен Шуай
- Ван Яфань
- Сюй Їфань

Нижче наведено гравчинь, які пробились в основну сітку через стадію кваліфікації:
- Чжан Кайчжень
- Андреа Главачкова
- Луціє Градецька
- Лю Фанчжоу
- Шелбі Роджерс
- Ніна Стоянович

### Знялись з турніру
До початку турніру
- Тімеа Бачинскі → її замінила  Хань Сіньюнь
- Ірина-Камелія Бегу → її замінила  Євгенія Родіна
- Сє Шувей → її замінила  Дуань Інін
- Міряна Лучич-Бароні → її замінила  Чжан Кайлінь

Під час турніру
- Агнешка Радванська
- Ч Шуай

## Учасниці основної сітки в парному розряді

### Сіяні
| Країна    | Гравчиня              | Країна    | Гравчиня            | Рейтинг1 | Сіяна |
| --------- | --------------------- | --------- | ------------------- | -------- | ----- |
| Іспанія   | Аранча Парра Сантонха | Австралія | Анастасія Родіонова | 67       | 1     |
| Іспанія   | Лара Арруабаррена     | Грузія    | Оксана Калашникова  | 114      | 2     |
| Аргентина | Марія Ірігоєн         | Німеччина | Татьяна Марія       | 114      | 3     |
| США       | Крістіна Макгейл      | КНР       | Пен Шуай            | 116      | 4     |

- 1 Рейтинг подано станом на 3 жовтня 2016

### Інші учасниці
Пари, що отримали вайлд-кард на участь в основній сітці:
- Кан Цзяці /  Лю Фанчжоу
- Гао Сіню /  Чжан Їн

## Переможниці

### Одиночний розряд
- Пен Шуай —  Алісон Ріск, 7–6(7–3), 6−2

### Парний розряд
- Крістіна Макгейл /  Пен Шуай —  Магда Лінетт /  Сюй Їфань, 7–6(10–8), 6−0